# Lars Bruun
Lars Öyvind Bruun, född 23 maj 1934 i Siene församling i Älvsborgs län, död 1 december 2021 i Filipstad, var en svensk uppfinnare, industrialist och grundare av företaget Bruun system AB i Filipstad som 1983 blev ett dotterbolag till skogsmaskintillverkaren Östbergs Fabriks AB, förkortat ÖSA med säte i Alfta. På 1990-talet grundade Bruun bolaget Bruun Ecomate AB.
Lars Bruun var en av pionjärerna inom mekaniseringen av svensk skogsmaskinindustri som inleddes i Sverige i början av 1950-talet. Skotaren Bruun Brunett blev företagets stora genombrott och en av huvudkonkurrenterna till företaget Rottne Industri:s skotare kallad Rottne Blondin som presenterades på Elmiamässan 1968. En av Lars Bruuns många uppfinningar är ett hydraulsystem för återvinning av lägesenergin i lyfta laster vid sänkning av lasten i applikationer som exempelvis skotare, grävmaskiner och truckar för att hantera containrar, där en betydande del av den totalt inmatade energin under en arbetscykel åtgår till att lyfta laster. Systemet marknadsfördes under varumärket Eco-Mate.

## Eco-Mate
I slutet av 1990-talet uppfann och patenterade Lars Bruun uppfinningen som marknadsfördes under varumärket Eco-Mate. Uppfinningen är en ny typ av hydraulsystem för energiåtervinning på mobila arbetsmaskiner. Systemet återvinner, med minimala energiförluster, den hydrauliska energi som i konventionella hydraulsystem går förlorad till 100% vid sänkning av stora laster. Vanliga applikationer för systemet är exempelvis containerlyfttruckar, kranar på skotare och grävmaskiner. Vid sänkning av en last, som även inbegriper vikten av maskinens mekaniska delar i lyftanordningen, matas lägesenergin i en lyft last tillbaka till maskinens kraftförsörjning, genom att energin matas tillbaka till hydrauliska accumulatorer i stället för som i ett konventionellt system, strypas bort och omvandlas till uppvärmning av hydrauloljan som sen kyls bort i systemets hydraulkylare. Vid nästföljande lyftrörelse används den upplagrade hydraulenergin i accumulatorerna för att hjälpa till att lyfta lasten. Effekten blir att dieselmotorns effektuttag i medeltal reduceras avsevärt. Energiåtervinningen kan ge en reduktion i maskinens genomsnittliga bränsleförbrukning upp mot 30%. Huvudkomponenterna i systemet är en elektriskt styrd hydraulpump för slutet hydraulsystem som används för att manuellt via en joystick och maskinens elektroniska styrsystem, styra flödet till en lyftcylinder från och till en accumulator vid lyftning respektive sänkning av lasten. Pumpen kan därvid arbeta både som pump och motor med båda flödesriktningar med samma drivriktning på ingående drivaxel. En väsentlig del av det patenterade systemet är hanteringen av flödet till pumpen när lyftcylindern når sitt ändläge vid sänkning av lasten där pumpen befinner sig i ett utstyrt läge och tilloppsflödet till pumpen momentant avbryts. Pumpen försörjs i detta läge av tidigare upplagrad hydraulenergi i en separat accumulator under den tidsrymd pumpen styrs ner till 0-deplacement. Till systemets fördelar, förutom energiåtervinningen, hör mjukare manövreringsegenskaper, en lägre ljudnivå från dieselmotorn samt möjligheten att välja en pump med ett mindre deplacement än i motsvarande konventionella öppna system. Till nackdelarna hör relativt stora tilläggskostnader i maskinens totala tillverkningskostnad genom ett mer komplext system för samma arbete. Uppfinningen möjliggör inte någon väsentlig produktivitestökning för maskinen, utan är i första hand avsedd att reducera bränsleförbrukningen jämfört med konventionella hydraulsystem.
I början av 2000-talet övertogs rättigheterna till systemet Eco-Mate av Caterpillar genom ett licensavtal med Bruun Ecomate AB. Systemet presenterades av Caterpillar som en tillvalsutrustning till en typ av grävmaskin på Bauma år 2004 men drog efter några år tillbaka möjligheten för kunden att få det installerat på sina maskiner.
18 september 2007 fick Caterpillar ett patent i USA på ett energiåtervinningssystem med titeln (en): "Hydraulic system for recovering potential energy", (sv): "Hydraulsystem för återvinning av lägesenergi" där man i den beskrivande texten av systemet anger vissa nackdelar med Bruuns patenterade system för energiåtervinningen i samma typ av applikation, bland annat att Bruuns system kräver en variabel pump som kan arbeta med ett deplacementområde som kan växla från "positivt" till "negativt" deplacement med samma drivriktning på pumpaxeln och påpekar därvid att Bruuns system medför högre komponentkostnader och en högre komplexitet i systemet jämfört med Caterpillars system, som de anser uppfyller samma grundläggande funktion; att återvinna lägesenergin i en lyft last.

## Patent
Lars Bruun har under åren patenterat en rad uppfinningar relaterade till skogsmaskiner. Några av dessa, registrerade hos Patentverket i USA (USPTO):
- Pat. nr. USPTO: 3996981, December 1976, titel: en: Tree felling apparatus (sv: Trädfällningsapparat).[10]
- Pat. nr. USPTO: 4114666, September 1978, titel: en: Method of forest harvesting and a machine for performing said method (sv: Metod för skördning av skog och en maskin för tillämpning av denna metod.)
- Pat. nr. USPTO: 6584769, Juli 2003, titel: en:Mobile working machine (sv: Mobil arbetsmaskin.)
- Pat. nr. USPTO: 6804957, Oktober 2004, titel: en: Mobile handling device (sv: Mobil hanteringsanordning.)
- Pat. nr. USPTO: 6938414, September 2005, titel: en: Hydraulic powered arm system with float control (sv: Hydrauliskt kraftförsörjd arm med flytlägeskontroll.)
- Pat. nr. USPTO: 6983592, Januari 2006, titel: en: Mobile working machine (sv: Mobil arbetsmaskin.)
- Pat. nr. USPTO: 7007465, Mars 2006, titel: en: Mobile handling device (sv: Mobil hanteringsanordning.)

## Utmärkelser
2003 blev Lars Bruun tilldelad Karlskoga uppfinnarförenings pris, kallat Alfred efter Alfred Nobel med motiveringen: "För sitt målmedvetna arbete att minska energiförbrukningen för arbetsmaskiner med lyftarbete".

### Fotnoter
1. ↑  Sveriges dödbok 1815–2022, Version 9.01, Sveriges Släktforskarförbund: Bruun, Lars Öyvind
2. ↑  Familjesidan.se
3. ↑  Hydraulsystem med användning av en variabel hydraulpump för slutet system för att styra ett flöde i båda riktningar till en hydraulcylinder med samma drivriktning på pumpens drivaxel, med avsikten att återvinna lägesenergin i en lyft last har även patenterats av Bosch Rexroth. Ref: Patent nr. USPTO: 4928487 (Nikolaus Heinrich, Bosch Rexroth) 29 maj, 1990.
4. ↑  Utprovning hos SP.
5. ↑  Funktionen pump anger att hydraulenergi avges, respektive motor att hydraulenergi tas emot av komponenten.
6. ↑  Tidskriften Construction news, artikel publicerad 11 november 2004.
7. ↑  Uppgifter från PON Equipment, Sverige PON Equipment[död länk], september 2009.
8. ↑  U.S. Pat No: 7269944.
9. ↑  U.S. Pat. No: 6584769.
10. ↑  Patentet beskriver ett skördeaggregat med två sågkedjor, något förskjutna i förhållande till varandra för snabbare kapning av trädet jämfört med konventionell kapning av träd med en sågkedja.

### Webbkällor
- Ösa:s historia, avsnitt Bruun system-dotterbolag till ÖSA.